# Shoguns vrede
Shoguns vrede var en kampanjmodul till rollspelet Drakar och Demoner Samuraj, publicerad av Äventyrsspel 1989.
Shoguns vrede innehåller dels en kortare beskrivning av provinsen Naras geografi, politik och viktigare platser och personer, dels de tre äventyren Skuggan av ett mord, Guldringen och Slutuppgörelsen. Äventyren utspelas mot bakgrund av att någon konspirerar mot daimyon (länsherren) av Nara för att ta över makten över såväl provinsens handel som själva provinsen. Rollpersonerna förväntas vara samurajer i daimyons tjänst som får till uppgift att ta reda på vad som pågår.
Ursprungligen var modulen tänkt att heta Nara men i ett sent skede bestämdes att den skulle heta Shoguns vrede. Baksidestexten anger att modulen heter Nara.